# Nederlands landskampioenschap voetbal 1902/1903
Patnáctý ročník Nederlands landskampioenschap voetbal 1902/1903 (česky: Nizozemské fotbalové mistrovství) se hrálo nově ve třech skupinách (Východní a Západní A, B) po šesti klubech. Vítězové skupin se hráli dvakrát každý s každým. Všechny čtyři zápasy vyhrál Haagsche VV, který získal již šestý titul.